# プロイシシュ・オルデンドルフ
プロイシシュ・オルデンドルフ（ドイツ語: Preußisch Oldendorf,  [ˈprɔɪ̯sɪʃ ˈɔld̩ndɔʁf]、低地ドイツ語: Oldenduorp, Aulendöppe）は、ドイツ連邦共和国ノルトライン＝ヴェストファーレン州デトモルト行政管区のミンデン＝リュベッケ郡に属す市である。人口約13,000人ほどのこの市はミンデン＝リュベッケ郡で最も小さな市町村である。オルデンドルフは10世紀に初めて文献に記録され、1719年に都市に昇格した。1905年、市名に公式に「プロイシシュ」という修飾語が冠された。これは鉄道や郵便での識別性向上のための措置である。現在の市域は1973年に行われた地域再編によるものである。

## 地理

### 位置
プロイシシュ・オルデンドルフはノルトライン＝ヴェストファーレン州北東部オストヴェストファーレン＝リッペ地方北東部の、ニーダーザクセン州との州境に面して位置している。市域の南部はヴィーエン山地の稜線が市境をなしている。南西部ではヴィーエン山地とその支脈であるエッゲとがエッゲ峡谷を形成しており、ここにベルニングハウゼン地区がある。市の中低山地領域で高い山は、西から東に、ノンネンシュタイン (273 m)、リムベルク (190 m)、マッシュベルク (190 m)、グレージングハウザー・ベルク (289 m)、アルテ・フェルブレン (291 m) である。市の北部はほぼ平坦な北ドイツ低地であり、市域の約2/3が海抜 50 m 付近に位置している。市北部の低地の南側は、ヴィーエン山地北側のリュベッカー・レスラント（リュベッケ黄土地域）に接している。市域の最北部は、ラーデン＝ディーペナウナー・ゲースト（ゲーストとは氷河谷に砂が堆積して形成された地形である）に含まれる。
南からヴィーエン山地の切り通しの峡谷を通って、まだ湧出間もないグローセ・アウエ川が市内に流れ込んでくる。この川は、いくつもの支流を受け容れながら市域を南から北に貫いて流れている。右岸から流れ込むフレーテ川が市内で最大の支流である。リムベルクでは、グローサー・ディークフルスが湧出する。この川は、際穂はアウエ川の西側を北に向かって流れ、その後一部は市の北境をなして、市の外側でアウエ川に合流する、アウエ川とディークフルスはともに、市域の北部を西から東に流れるミッテルラント運河の下を横切っている。

### 隣接する市町村
プロイシシュ・オルデンドルフは、北はシュテムヴェーデおよびエスペルカンプ、東はリュベッケおよびヒュルホルスト、南はヘルフォルト郡のレーディングハウゼン、西はニーダーザクセン州オスナブリュック郡のメレおよびバート・エッセンと境を接する。

### 市域の広がりと土地利用
市域の面積は約66.78 km2 である。南北軸の最大距離は約 11 km、東西のそれは約 10 km である。市内の最高地点は市の南東に位置する 291.1 m のアルテ・フェルブレンである。最低地点は市の北西部グローサー・ディークフルスの渓谷の 45.8 m の地点である。ここから市の北境までの間で、高度が 50 m を超える地点はない。
市域は主に農業に用いられており、それに応じた田舎の風情である。森があるのは主にはヴィーエン山地とエッゲだけである。ホルヴィンケラー・ホルツが低地地域にある唯一の小さな森である。この市の辺りはヴィーエン山地の幅が比較的広い箇所にあたるため、ヴィーエン山地とエッゲを合わせると森林の面積は市域の約 20 % を占め、隣接する市町村よりも高い値となる。土地利用の概要を以下の表に示す。
| 土地利用別面積 | 農業用地 | 森林   | 住宅・交通用地 | 水面  | その他 |
| -------------- | -------- | ------ | -------------- | ----- | ------ |
| 面積 (ha)      | 4,335    | 1,343  | 995            | 183   | 3      |
| 占有率         | 63.3 %   | 19.5 % | 14.5%          | 2.7 % | - %    |

出典: データ管理・統計局

### 市の構成
市の基本条例 § 3 Abs. 1 によれば、プロイシシュ・オルデンドルフ市は、以下の10市区からなる。（人口は、2007年1月1日時点のものである）
| 市区名                       | 市区名              | 人口（人） | 地図     |
| ---------------------------- | ------------------- | ---------- | -------- |
| バート・ホルツハウゼン       | Bad Holzhausen1     | 3,514      | 市の構成 |
| ベルニングハウゼン           | Börninghausen       | 2,184      | 市の構成 |
| エンゲルスハウゼン           | Engershausen        | 843        | 市の構成 |
| ゲトモルト                   | Getmold             | 802        | 市の構成 |
| ハルリングハウゼン           | Harlinghausen       | 1,264      | 市の構成 |
| ヘーデム                     | Hedem               | 747        | 市の構成 |
| ラスホルスト                 | Lashorst            | 282        | 市の構成 |
| オッフェルテン               | Offelten            | 488        | 市の構成 |
| プロイシシュ・オルデンドルフ | Preußisch Oldendorf | 3,360      | 市の構成 |
| シュレッティングハウゼン     | Schröttinghausen    | 378        | 市の構成 |

本市は地理上の一体性から多くの案件についてニーダーザクセン州に属すビュッシャーハイデ地区をも管轄している。たとえば、給水、ゴミ回収、学校等である。ビュッシャーハイデを正式にプロイシシュ・オルデンドルフに正式に合併する案は住民の抵抗にあった。
1 基本条例によれば、公式な名称は現在も Holzhausen（ホルツハウゼン）である。

### 気候
プロイシシュ・オルデンドルフの気候は中央ヨーロッパの海洋性気候と大陸性気候との変わり目に位置することや北ドイツ低地に位置することによって支配されている。この地域は主に海洋性気候なのだが、ときおり大陸性気候の影響を受けている。冬は大西洋の影響により比較的穏やかで、夏はほどほどに暑く、降水は比較的平均している。年間平均気温は約 9 ℃だが、これには高度が影響を及ぼす。ヴィーエン山地の高度が高い地域、特にエッゲ峡谷では、これより約 0.5 ℃低い。市の北部はやや暖かい。低地はヴィーエン山地の風下側にあたることに決定的な影響を受けている。トイトブルクの森やヴィーエン山地が、大西洋から吹く南西風に乗った湿った前線からこの町を護っている。北海方向には大きなバリアはなく、海までの距離も比較的近いのだが、それでも風向きが気候を支配している。このため、ヴィーエン山地北側の地域は、最も乾燥した地方であるオストヴェストファーレン＝リッペの一部に数えられる。平均年間降水量は 650 - 700 mm である。ヴィーエン山地内の高地、特にエッゲ峡谷の集落は、明らかにこれよりも降雨が多い。平均年間降水量は低地よりも 100 mm 近く大きな数値である。

## 歴史
肥沃なリュベッケ黄土地方に位置するこの街の地域は、古くから入植地であった。たとえばヘーデムの前史時代の出土品は、3世紀から4/5世紀には農耕を伴う定住地があったことを示している。プロイシシュ・オルデンドルフ市が現在の場所に発展したのは偶然ではない。この街の位置が、ヴィーエン山地の北側をミンデンからオスナブリュックやブラームシェに至る中世初期の軍事・通商道路（現在の連邦道B65号線にあたる）沿いの交通の便が良い場所にあったことが、その決定的な理由であった。南の市区はヴィーエン山地を越える街道沿いに位置していた。この古道は帝国都市ヘルフォルトへ、さらにはビーレフェルトやデトモルトへも通じていた。都市の成立は10世紀に遡る。ミンデン司教ミーロ・フォン・ミンデン（在職: 969年 - 996年）の日付のないメモには、"ecclesiam in Aldenthorp"（オルデンドルフの教区教会）という記述がある。

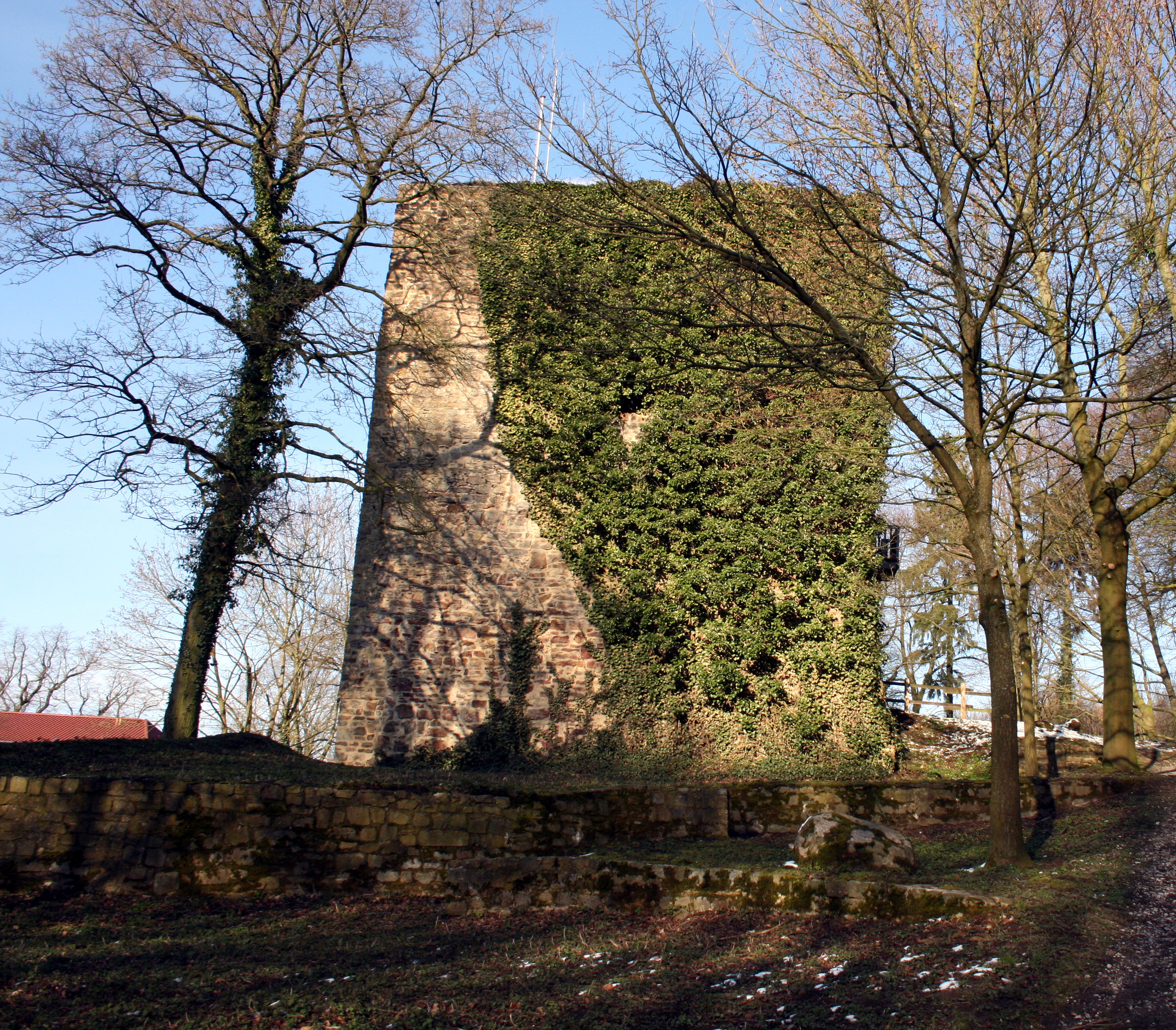
リムベルク城趾

ミンデン司教はオルデンドルフの大地主であった。ラーフェンスベルク伯は14世紀にミンデン司教本部からリムベルク城砦を獲得した。現在の市域の大部分は、これ以降ラーフェンスベルク伯領となった。1535年に、アムト・リムベルクが初めて記録されている。これはラーフェンスベルク伯領の4つのアムトの1つで、現在の市域の大部分と、レーディングハウゼンなどの南の地域を含んでいた。アムト・リムベルクは伯領が廃止される最後まで存続したが、その首邑はリムベルクからオルデンドルフ、ビュンデ、ベルニングハウゼンと変遷していった。アムト・リムベルクは、他のラーフェンスベルク伯領とともに、1648年にブランデンブルク＝プロイセン領となった。
1570年頃、オルデンドルフは「Flecken」（フレッケン = 市場が開催される町）と称した。また、1701年頃には「freies Wigbold」（自由都市）と認識されていた。1719年4月17日にこの町は、プロイセン王フリードリヒ・ヴィルヘルム1世によって「Stadt」（都市）に昇格された。1719年からこの都市は、国内関税を設けた。1743年に、1人の市長 (Bürgermeister) と2人の市参事 (Senator) からなる市参事会制度が制定された。1783年、この街には手工業者や商人などの産業従事者（自由業や農林水産業を覗く）が、41人いた。彼らは、自分の土地で農業にも従事していた。ミンデン＝ラーフェンスベルク全域がそうであるように、この街の住人もアマからリンネルを生産する家内労働を新たな収入源としていた。この産業は、重商主義を掲げるプロイセン王国によって奨励されていた。1669年にはすでに大選帝侯フリードリヒ・ヴィルヘルムによってレーヴェントライネン（ヴァイスガルンラインヴァルトあるいはレーヴェントリンネン）のためのリンネル工場がオルデンドルフに建設されていた。しかし機械式織機の普及や紡績産業の集中化（たとえばビーレフェルトのラーフェンスベルガー紡績工場など）によって19世紀半ばからオルデンドルフの紡績産業は衰退していった。この頃、住民は貧困に苦しんでおり、多くの市民が、特に北アメリカへ移住していった。1807年から1813年まで、この地域は事実上フランス領であった。1811年まではヴェストファーレン王国、それ以後は直接フランス帝国の領土となった。ナポレオン支配の終焉後、1813年にこの地域は再びプロイセン領となった。行政機構は1816年までに整備された。アムト・リムベルクは廃止され、現在の市域に位置した10の独立した市町村（現在の市区にあたる）は、1832年からヴェストファーレン州アムト・プロイシシュ・オルデンドルフとアムス・アルテスヴェーデに含まれることとなった。また、1816年からこの地域はラーデン郡（後にリュベッケ郡と改名）に属した。
1830年頃、石炭を採掘する「アマリア」炭坑が開かれた。1860年頃からはラーフェンスベルガー地方、特にビュンデ近郊にヨーロッパのタバコ産業の一大中心地が形成された。オルデンドルフ住民は内職や作業場でタバコの製造を始めた。1899年10月1日、ビュンデからバッスムに至る鉄道（ラーフェンスベルガー鉄道）が営業を開始し、この街はホルツハウゼン＝ヘディングハウゼン駅でこの路線に結ばれた。1年後の1900年8月9日、プロイシシュ・オルデンドルフとバート・エッセンを経由してボーテム東駅で幹線鉄道ミュンスター - オスナブリュック - ブレーメン線に接続する支線が開通した。
鉄道や郵便での識別製を向上させるため、1905年に市名に正式に「プロイシシュ」が副えられた。これは区別が明確にできない地名に対して、この地方（ヴェストファーレン）でしばしば採られた措置であった。1906年に市庁舎が建設された。1910年、現在の市域内でミッテルラント運河の建設が始まり、この区間は1914年12月に開通した。1915年のクリスマスにヘーデム付近の運河の堤防が決壊し、市内北部の運河よりも低い地域が水に浸かった。これにより、家畜の一部が死亡した。第二次世界大戦後、自動タバコ巻き機によってタバコの内職は著しく衰退し、これに外国製品や技術的競合が拍車をかけた。しかし、それを埋め合わせるように家具産業、マーガリン工場、レンガ工場が世紀の変わり目に設立された。1958年には野外プールが造られた。

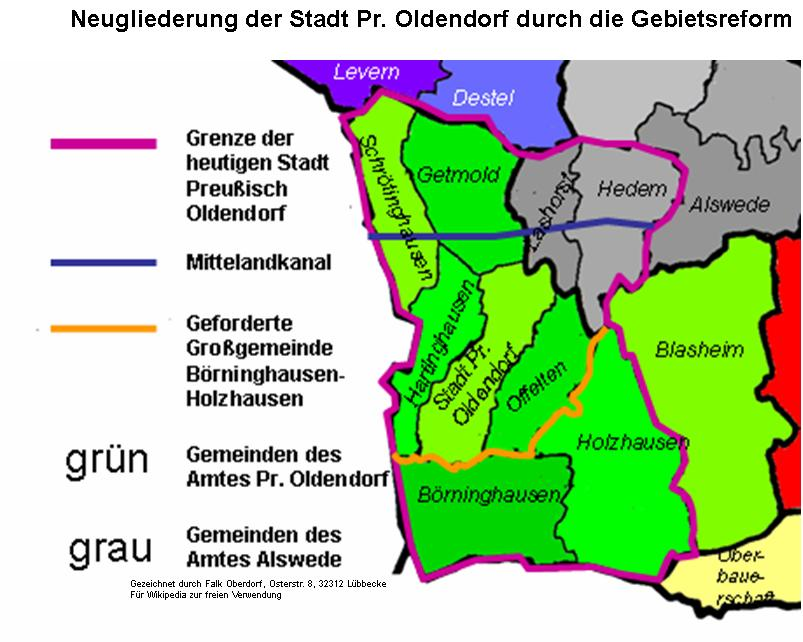
1973年の市町村再編で合併した旧アムトと現在の市域。緑色の地域が旧アムト・プロイシシュ・オルデンドルフ、灰色部分が旧アムト・アルスヴェーデである。紫色の線で囲まれた部分が現在のプロイシシュ・オルデンドルフ市の市域。その北部に東西にひかれている青い線はミッテルラント運河を示す。

1973年1月1日、ビーレフェルト法に基づく市町村再編に伴い、アムト・プロイシシュ・オルデンドルフおよびアムト・アルスヴェーデが廃止され、新たに10市区からなる都市、プロイシシュ・オルデンドルフが成立した。同時に、オルデンドルフは新たに創設されたミンデン＝リュベッケ郡の一部となった。1974年にオルデンドルフは「ルフトクアオルト」（空気の清浄な保養地）となり、1981年にホルツハウゼン区、1993年にはベルニングハウゼン区が同じ肩書きを得た。2007年12月にホルツハウゼンは州認可の湯治場となり、これ以後名前に「バート」（浴場を意味する）がつけられた。1939年に空軍給油基地ルフトアンクラーガー2/VIとして建設され、敷地の一部はニーダーザクセン州に及ぶ燃料基地の軍事利用が1998年に終了した。最後までドイツ連邦軍が運用していたコルプスデポット155には第130野戦補充大隊と第76狙撃大隊の備品が保管されていた。

### 1973年の市町村再編
現在のこの市は、ビーレフェルト法に基づく市町村再編によって成立した。旧アムト・プロイシシュ・オルデンドルフで最も人口の多い自治体であったブラスハイムはリュベッケ市に編入された。元々は、リュベッケ市がそうであるように、ミッテルラント運河を新生プロイシシュ・オルデンドルフ市の北の市境として、それよりも北の地域はシュテムヴェーデやエスペルカンプに編入される計画であった。しかし、その対象となるゲトモルトとシュレッティングハウゼンは、これに強く反発した。自治権は放棄するが、せめてミッテルラント運河で分断せずに一体のままおいて欲しいと希望したのであった。一方、南部では、ベルニングハウゼン＝ホルツハウゼンの合併で独立した新たな自治体を形成しようという動きが長らく続けられたが成功はしなかった。結果的に、これらに関わったすべての市町村がプロイシシュ・オルデンドルフとして合併することとなった。かつての法的に独立した市町村は、現在は10の市区になっている。

### 宗教

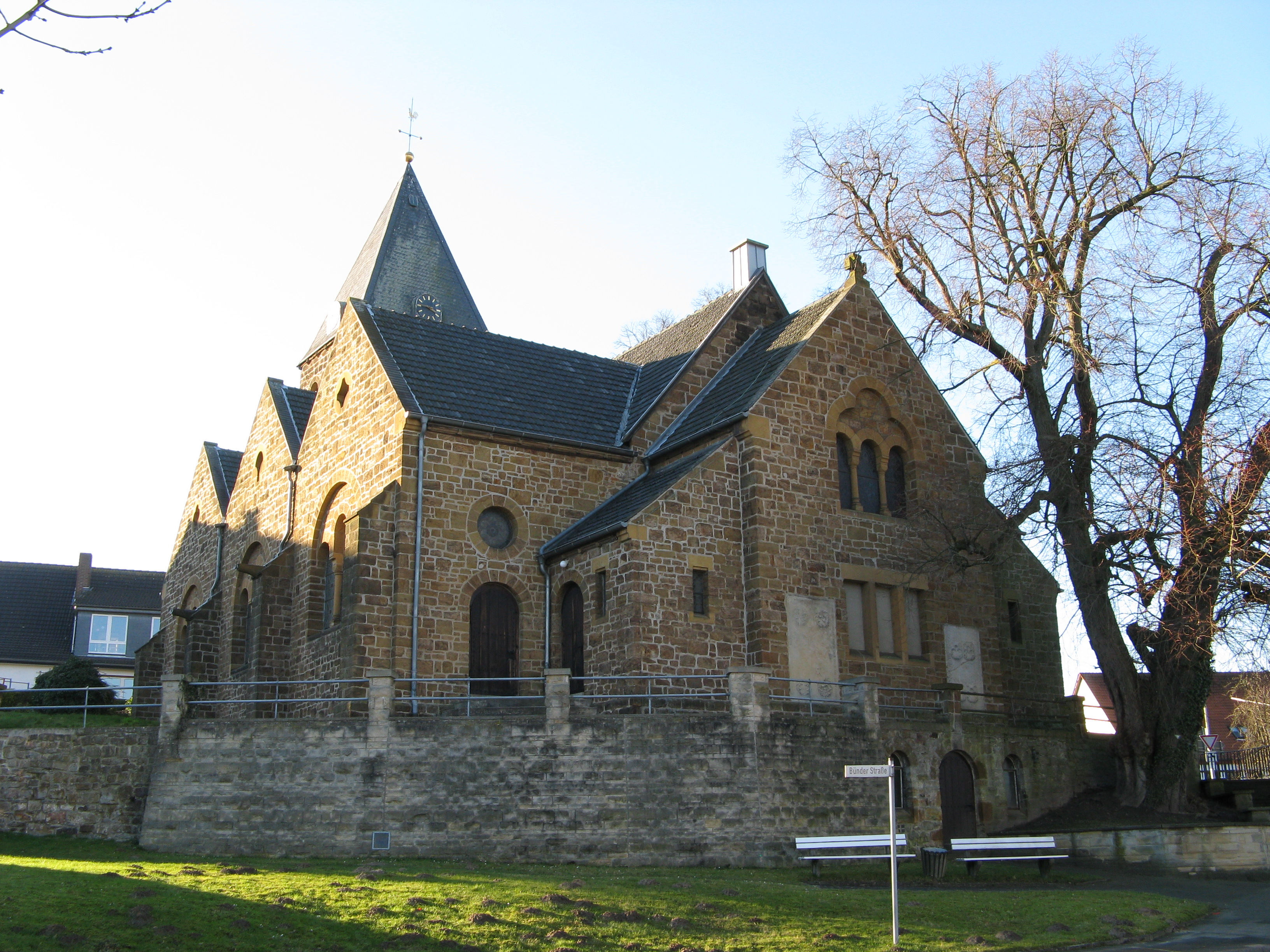
バート・ホルツハウゼンの教会

遅くとも、ミンデン侯領が世俗化されてプロテスタントのプロイセン領となった17世紀以降、この地域ではプロテスタントのルター派が完全に優勢であった。この市には計3つのプロテスタント教会区がある。プロイシシュ・オルデンドルフ（聖ディオニシウス教会）、バート・ホルツハウゼン、ベルニングハウゼン（聖ウルリクス教会）である。カトリックのリュベッケ主任司祭はプロイシシュ・オルデンドルフに司祭代理を置いている。
この街の宗教分布を示す間接的な数値として市内の学生に対する宗教調査結果がある。これによれば、約70%がプロテスタント、5%がカトリック、3%がイスラム教の信者であった。14%がその他の宗教を信仰しており、8%が無宗教であった。
ユダヤ教の教区組織は1677年に設立されたのだが、国家社会主義の時代を生き延びることができなかった。この組織は、リュベッケやラーデンの組織と並んで旧リュベッケ郡の三大ユダヤ教区組織の一つであった。1797年にはこの組織に属すユダヤ人学校が設立された。シナゴーグは1863年に完成された。ユダヤ人学校は1938年に老朽化のために解体された。ミンデナー通りのシナゴーグも1957年に取り壊された。シナゴーグ教区のユダヤ人メンバーは1938年までにこの町から追放され、肉屋の商人アルフレート・エールリヒ以外は死亡または殺害された。ユダヤ人組織を想起される最後の建築遺産がユダヤ人墓地である。ここには1740年から1937年までの57基の墓石が遺されている。

## 行政

### 首長
1999年から市長 (Bürgermeister) は市民の直接選挙で選出される。1999年から市長は市の首長であると同時に市行政の指導者でもある。これにより市主事 (Stadtdirektor) の役職は廃止された。
2014年5月25日の市議会選挙でマルコ・シュタイナーは 67.3 % の票を獲得して市長に選出された。

### 議会
プロイシシュ・オルデンドルフの市議会は32議席からなる。

### 紋章

プロイシシュ・オルデンドルフの旗

この市は1976年にデトモルト行政管区長官により紋章と旗の使用権を許可された。紋章は銀地に赤い垂木型図形。その上には赤い6つの突起がある赤い星、その下には斜め十字に組み合わされた2本の鍵。旗は、長辺方向に赤白二分割した背景上、旗竿より中央に市の紋章。
この紋章は、郡の紋章と同様に、この地域の2つの典型的な紋章学上の意匠を組み合わせて創られている。垂木型図形は、この意匠を紋章に採用していたラーフェンスベルク伯の所領にかつて属していたことを示している。十字に組み合わされた鍵はミンデン司教の象徴であり、初めは全市域が属し、1815年までは少なくとも一部が属していたミンデン司教本部領およびミンデン侯領の全域でよく見られる紋章図形である。1910年以前のプロイシシュ・オルデンドルフの紋章は、ラーフェンスベルク伯の紋章と全く同じ、3本の垂木図形だけであった。1910年2月25日、現在の形の紋章が採用され、1本だけの垂木図形と聖ペテロの鍵のデザインとなった。紋章の3つの意匠である星は、おそらく、隣接するリュベッケ市の紋章に倣って採られたものである。この星はシュヴァーレンベルク伯の紋章に由来するもので、現在もシーダー＝シュヴァーレンベルク市の紋章に用いられている。フォルクヴィン5世フォン・シュヴァーレンベルクはミンデン司教で、1279年にリュベッケを市に昇格させた人物である。

### 姉妹都市
- ザンクト・オスヴァルト＝メーダーブルック（オーストリア、シュタイアーマルク州）1992年

## 文化と見所

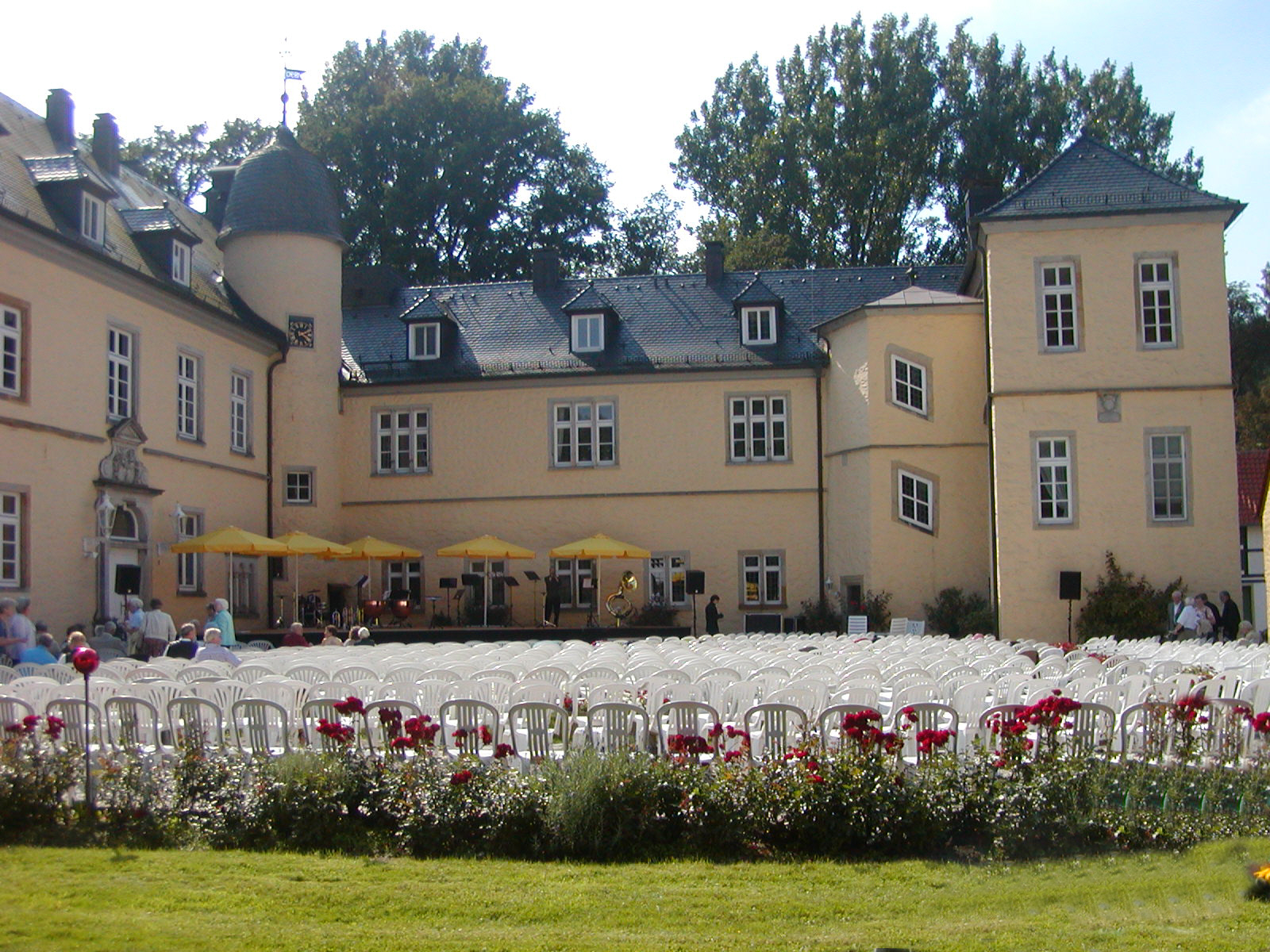
クロルラーゲ城庭園のコンサート会場

### 音楽
保養地では、定期的にクアコンサートが開催されている。さらに、ミンデン＝リュベッケ郡は芸術と文化の振興のためにミューレンクライスの領主館とその公園協会と協力してクロルラーゲ城の庭園で室内楽コンサートを開催している。ChorVerband NRWに加盟しているのは以下の団体である。
- Heimatverein Singgemeinde Lashorst（ラスホルスト郷土協会合唱団）
- Kinderchor des Heimatvereins Singgemeinde Lashorst（ラスホルスト郷土協会合唱団児童合唱団）
- Blasorchester Bad Holzhausen（バート・ホルツハウゼン・ブラスオーケストラ）

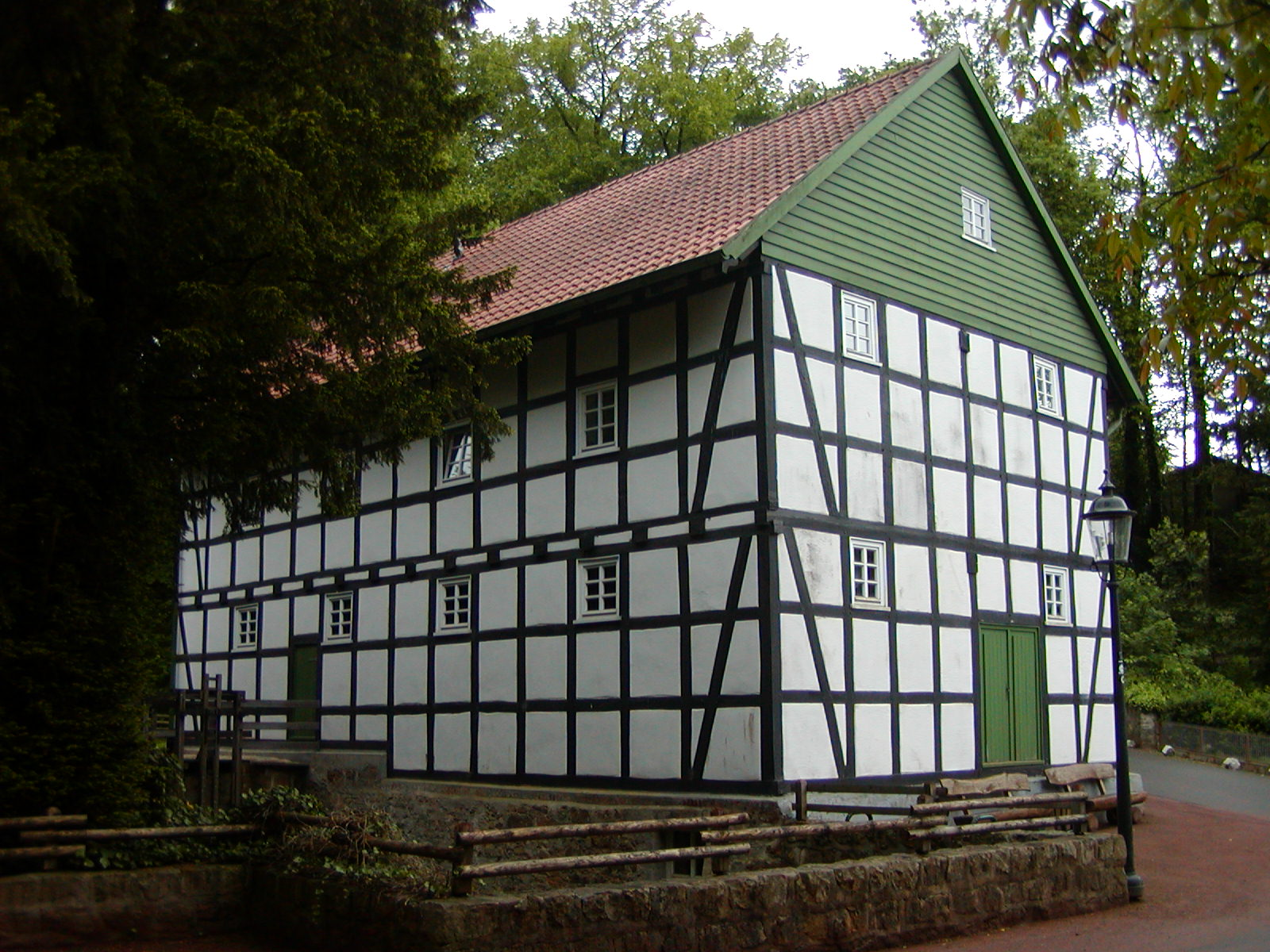
フーデンベック水車博物館

この他に市は青少年音楽学校を運営している。

### 博物館
- シュレッティングハウゼン市区のかつての学校にある消防博物館: 4世紀前からの消防器具を展示しており、特に田舎の消防組織の歴史的な発展を示している。中には1570年の半鐘、様々なタイプの馬が引く消防車両（最も古いもので1885年）、1928年製のDKWブランドの消防用緊急車両から1959年製のボルクヴァルトの消防車 (TLF 8 Typ B 2000) が展示されている。
- ホルツハウゼン騎士領のフーデンベック水車館にある水車博物館: 水車の施設と活動、粉挽きの仕事について展示している。
- 保存鉄道: プロイシシュ・オルデンドルフとボームテを蒸気機関車が特別運行している。この蒸気機関車はヴィットラーガー・クライスバーンの廃線になった区間の旅客運行を行っていたもので、ミンデン保存鉄道として運行している。

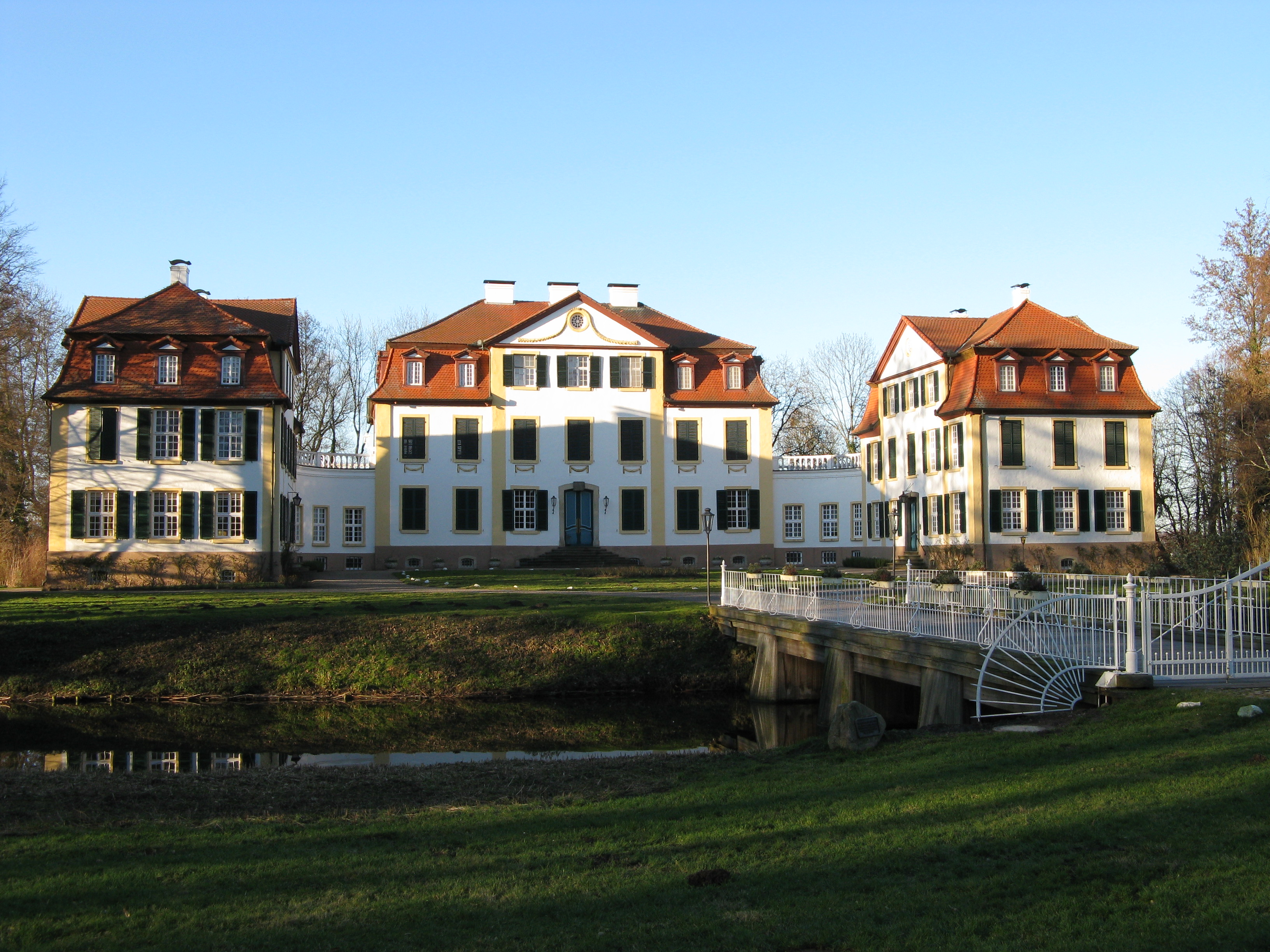
ヒュッフェ城

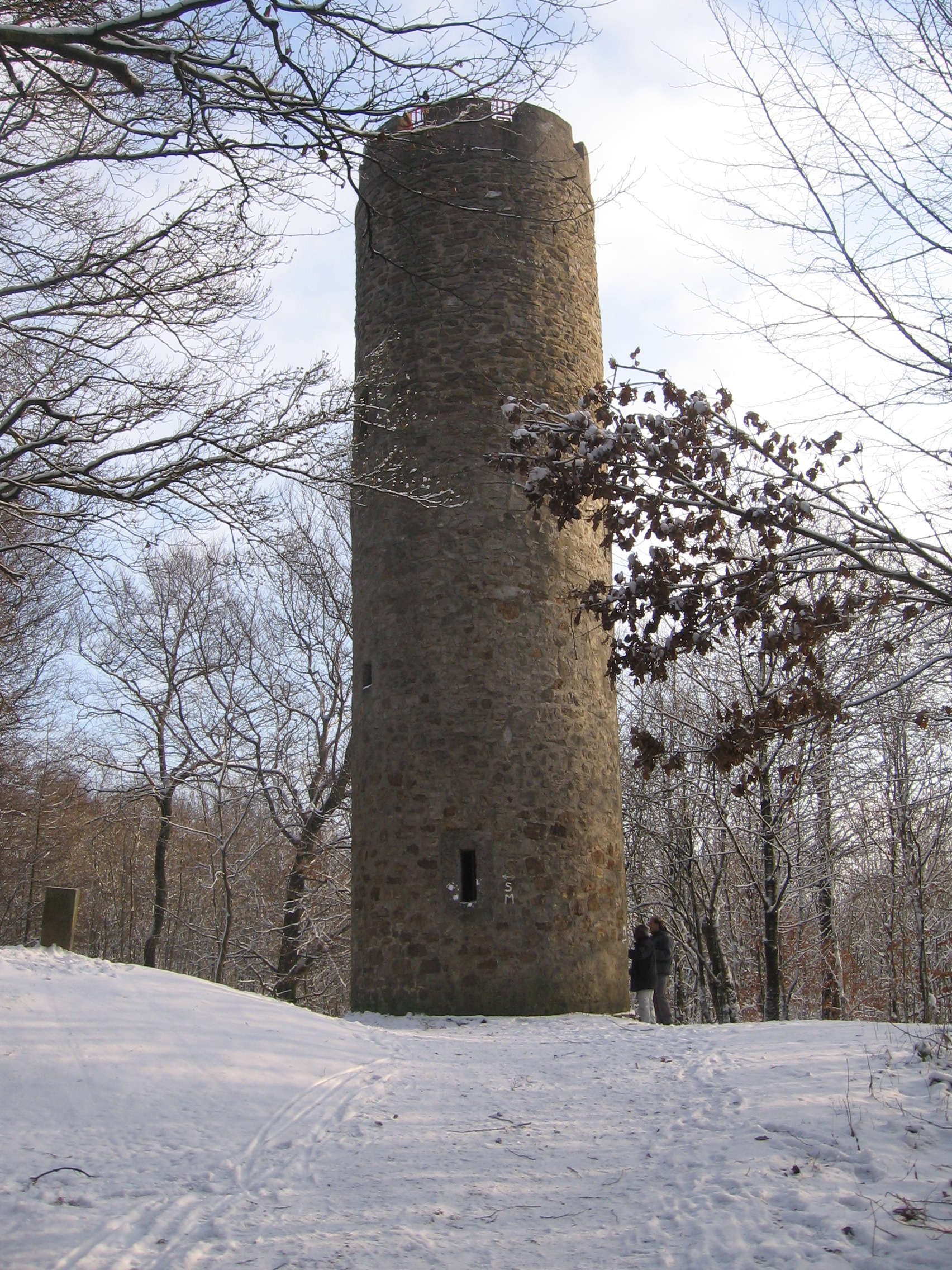
ノンネンシュタイン

- シュレッティングハウゼンの消防博物館
- 水車博物館のフーデンベック水車
- プロイシシュ・オルデンドルフ - ボームテ間を走る保存鉄道（ボームテ駅）

### 建築
- リムベルク城: ベルニングハウゼン区リムベルクの城趾だけがのこるこの城砦は、13世紀に建設され（1319年に初めて記録されている）、長い間ラーフェンスベルク伯領アムト・リムベルクの行政本部であった。1695年に包囲され、破壊された。
- ヒュッフェ城: ラスホルスト区にあるこの後期バロック様式の水城は13世紀末に建設され、1439年に騎士館として初めて記録されている。
- ホルヴィンケル城: ヘーデム区のこの水城はおそらく13世紀末に建設された。
- クロルラーゲ城: バート・ホルツハウゼンに建つこの城は、14世紀に騎士館として建設されたものである。
- グロース＝エンゲルスハウゼン館: この屋敷は1491年から1510年まで騎士領であった。領主館は1770年頃に建設されたものである。
- クライン＝エンゲルスハウゼン館: グロース＝エンゲルスハウゼン館に隣接する屋敷で、領主館は1491年に建設された。
- フーデンベック館: この屋敷はバート・ホルツハウゼンの遊歩公園内にあり、旅館として利用されている。
- プロイシシュ・オルデンドルフ区の聖ディオニシウス教会:パリのディオニシウスに献堂されたこの教会は999年に最初の記録が遺されている。教会組織としての起源はカール大帝によるキリスト教化の時代にまで遡る、この地域で最も古い教会の一つである。現在の形の教会は1510年にホール式教会として建造されたもので、彫刻祭壇と1662年製のオルガンを有している。
- バート・ホルツハウゼンの教会: この教会は13世紀に創設された。現在の教会堂は1906年にネオゴシック様式で建設されたものである。
- ベルニングハウゼンの聖ウルリクス教会: アウクスブルクのウルリヒに献堂された防衛教会で13世紀に建設された。後期ロマネスク様式のその遺構は祭壇室に遺されている。
- フィーゲンブルク: ベルニングハウゼン区に遺る廃城趾。
- ヴィーエン塔: ヴィーエン山地の山中にある木製の展望塔で、高さは約20.6mある。
- ノンネンシュタイン: レーディングハウゼンとの境界にある同名の山上に1897年に建設された石造りの塔である。
- フーデンベック水車館: ホルツハウゼン騎士館（フーデンベック館）の水車館は、鋼鉄製の水車輪（直径3.10m、幅1m）の水車がグローセ・アウエ川から引いた水で回るよう造られている。3階建ての木組み建築は1888年に建設されたものである。ここに水車があるという記録は1556年の文書に記されている。壊れた水車は1983年に新たに造り直されたものである。この水車はヴェストファーレン風車街道（原語のWestfälischen Mühlenstraßeは風車だけでなく、水車や家畜の引く粉挽き車も包含するが、この地方に特有の風車が強調されており、この訳語を用いる）の一部となっている。
- ユダヤ人墓地: このプロイシシュ・オルデンドルフの旧シナゴーグ組織の墓地は1740年にプロイセンのフリードリヒ大王の許しを得て造成された。ここには、一部はヘブライ語やドイツ語で銘文が刻まれた、全部で57基の墓石が遺されている。
- シュレッティングハウゼンの旧学校: 1862年に建設された村の学校は、現在消防博物館が入居している。唯一の教室で、かつては90人までの児童を同時に教えていた。ここにはたとえば、1862年から授業時間を告げていた機械時計が保存されている。
- オッフェルテンの中心部: 18世紀から19世紀の数多くの木組み建築がまとまりのある、完全に保存された村の風景を創り出している。
- プロイシシュ・オルデンドルフ教会広場に面した1753年建造の民家: 現在は市立文書館および市立図書館となっている。
- プロイシシュ・オルデンドルフの旧蒸留酒工場: この典型的なラーフェンスベルガー様式の建物は1752年に建設された木組み建築で、現在はレストランとして用いられている。

- ホルヴィンケル城
- クロルラーゲ城
- グロース＝エンゲルスハウゼン館の領主館
- 聖ウルリクス教会の祭壇室
- ヴィーエン塔
- オッフェルテンの木組み建築

### 自然
市内には2つの自然保護地区がある。

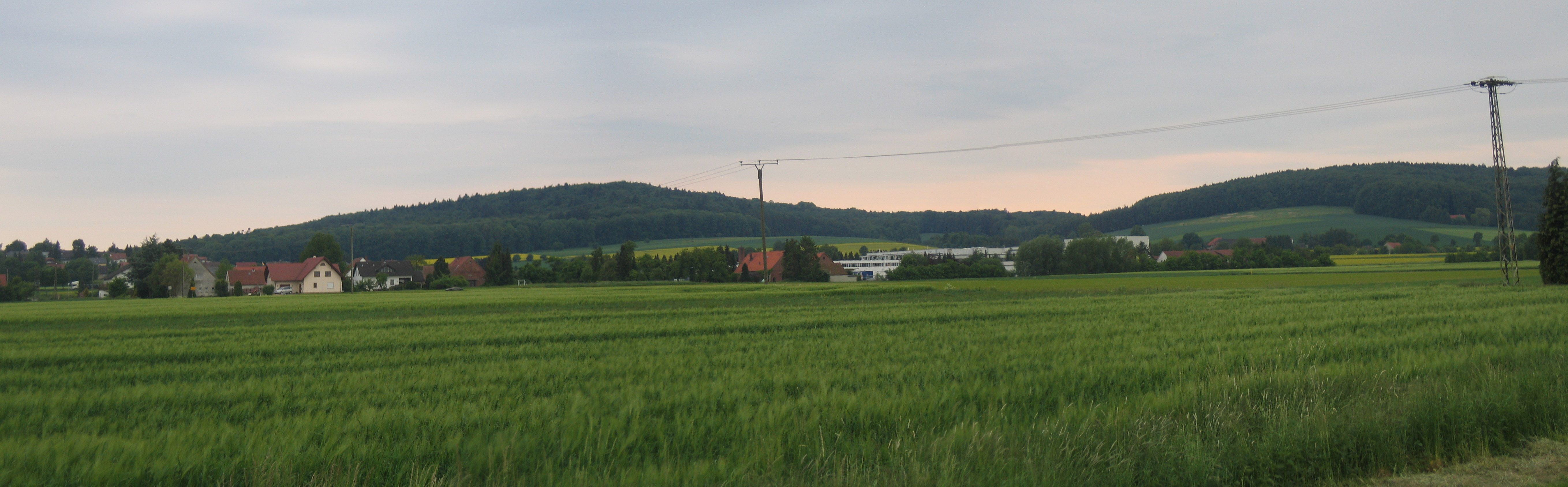
北側から見たリムベルク（向かって左）とオッフェルター・ベルク（右）

- エラーブルガー・ヴィーゼン（86 ha、1989年指定）: この地区は、グローセ・アウエ川沿いのラーデン＝ディーペナウアー・ゲーストに位置しており、一部は州が所有している。このビオトープ複合体は自然のままの森と草地を示している。ここは、両生類やトンボ、多くの鳥類の棲息地となっている。名前は、この土地がかつて主に、フィーステル（現エスペルカンプ）のエラーブルク城（現存しない）に属していたことを示すものである。
- リムベルク・ウント・オッフェルター・ベルク（186 ha、2004年指定）: 森林地域

さらに市内には自然公園 TERRA.vistaの南の一部（かつてのトイトブルクの森北部＝ヴィーエン山地）がある。

### 公園

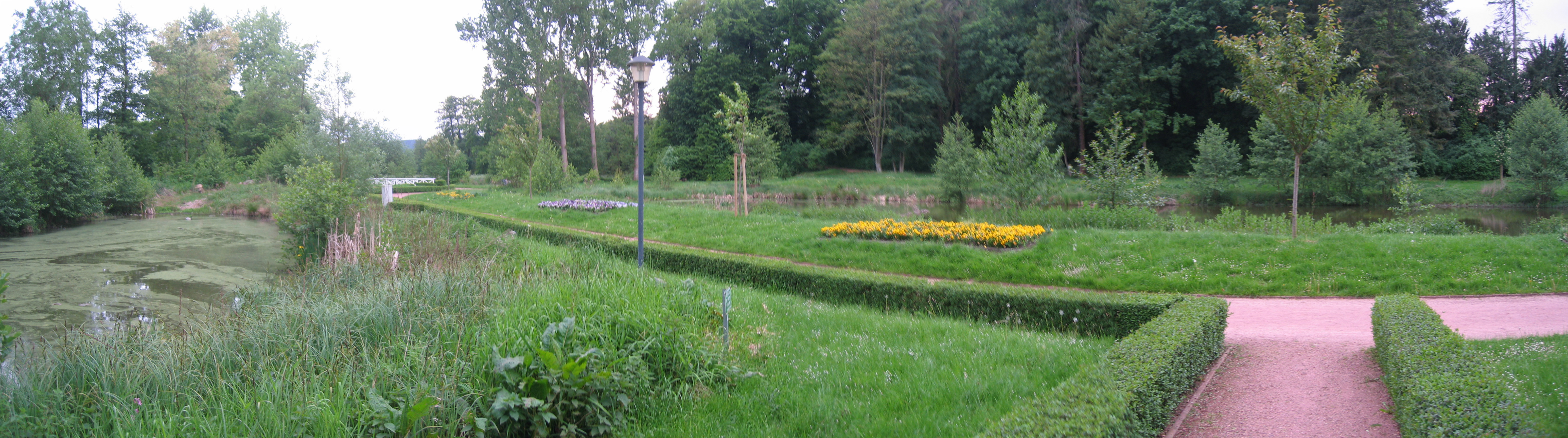
クアパーク・バート・ホルツハウゼン

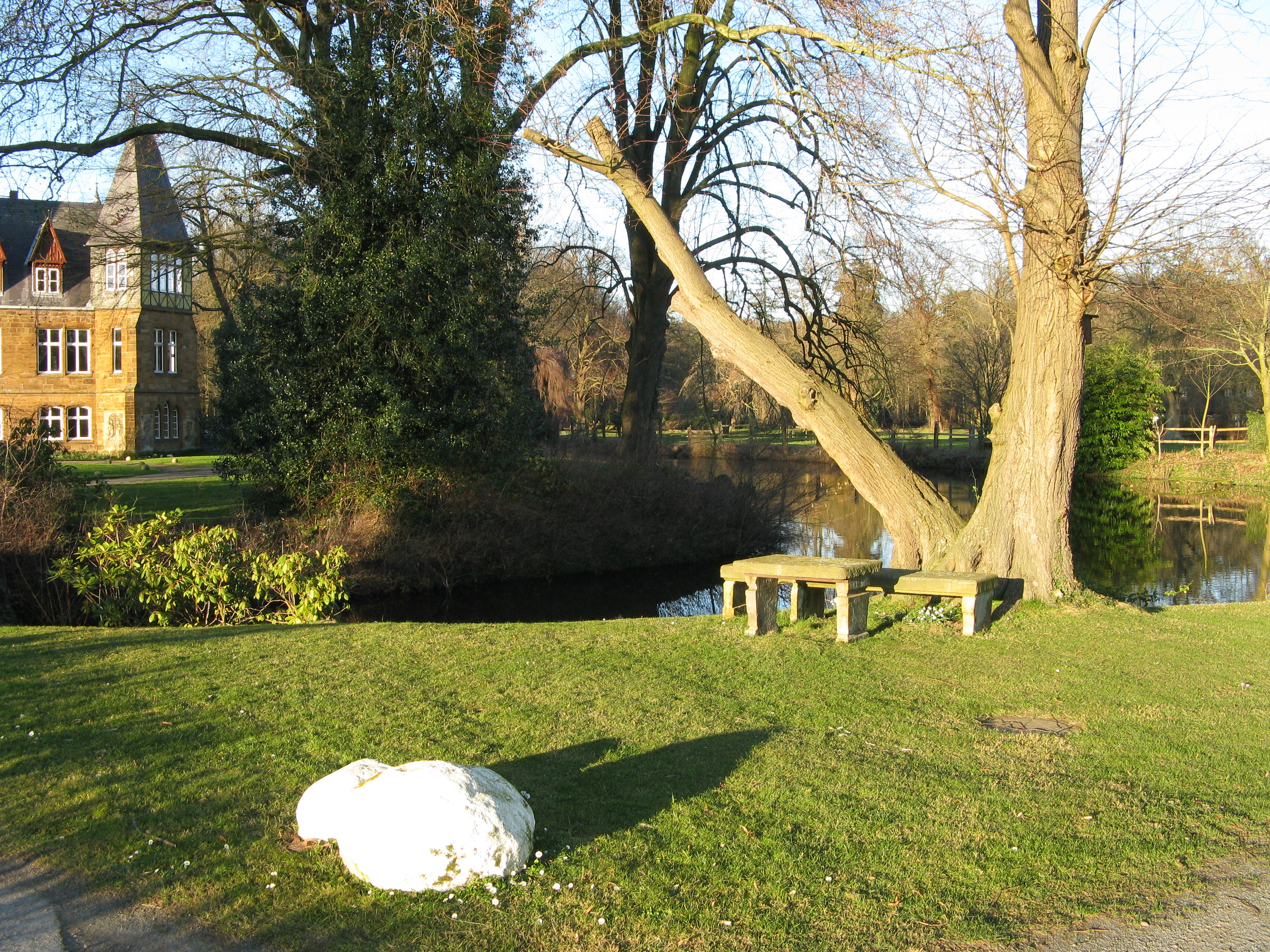
ホルヴィンケル城館庭園

市内のいくつかの騎士館周辺には公園施設がある。

#### クアパーク・バート・ホルツハウゼン
広さ約 5 ha のこの公園は、1558年に建設された領主館周辺の歴史的な領主庭園にその起源をもつ。この子園には水車もある。18世紀にはすでに果樹園や野菜畑のほかに小さなバロック庭園が造られていた。19世紀に風景庭園が増設された。この公園にはグローセ・アウエ川の支流の小川とかつての水堀とを併せて池が造られている。やがて公園は時代とともに荒廃していった。1980年頃になってやっとこの公園は修復され、保養地であるホルツハウゼンのクアパーク（保養地の遊歩道を持つ公園施設）として整備された。特徴的なのは、クリの並木道、バロック風の新しい公園区画、池の周囲の広いヨシ原を伴った自然のままの大きな草地などである。

#### グロース＝エンゲルスハウゼン家公園
この歴史的な城館公園（広さ約 4 ha）は、1805年に造営された簡素な墓地に付属した墓地庭園として建設された。樹齢約 300 - 400年のボダイジュがある。

#### ヘーデムのホルヴィンケル館公園
この風景庭園の要素を持つ歴史的な城館公園はグローセ・アウエ川沿いにあり、広さは約 10 ha である。

#### ラスホルストのヒュッフェ城館庭園
この歴史的な風景庭園は広さ約 7.5 ha あり、1439年にはすでに記録されているヒュッフェ騎士館に面している。公園は1775年にカッセル在住の造園家 Pierre Bourgignon によって造園された。この庭園は初め、幾何学模様によるバロック庭園の非日常的要素と不規則な風景庭園とを一体化したものであった。19世紀になってから風景庭園に改造された。この他、この公園の池には、墓地の小島がある。この公園はやや荒廃しており、かつてあった並木道は今では昔の姿で遺されていない。

#### バート・ホルツハウゼンのクアパーク・バート・ホルジング
この 8 ha の広さを持つクアパークは1710年に発見された5つの鉱泉源を中心としている。この公園が現在の形になったのは第二次世界大戦以後である。
- ホルヴィンケル館公園のホルヴィンケル城館への並木道
- ヒュッフェ城館庭園
- ヒュッフェ城館庭園の墓地の小島

### 自然文化財
郡当局は、市内の9本の孤立樹や樹木群を自然文化財に指定している。

### 年中行事
3つのクアオルト（オルデンドルフ、ホルツハウゼン、ベルニングハウゼン）で定期的に開催されるクアコンサートの他に、パレードと街道祭が行われるマイシュパース（直訳すると5月の楽しみ）が有名である。

### スポーツ
大きなスポーツクラブは、OTSVプロイシシュ・オルデンドルフ（サッカー、バレーボール、陸上競技、体操など）、SuSホルツハウゼン（サッカー）、SV "エッゲタール" アイニングハウゼン＝ベルニングハウゼン（サッカー）、エッゲターラー・テニスクラブ、ヘーデマー・テニスフェライン、DLRGオルツグルッペ・プロイシシュ・オルデンドルフがある。また、3つの乗馬クラブがある。ホルツハウゼン＝ヘディングハウゼン乗馬クラブ、エヒターブロック騎馬スポーツクラブe.V.、"聖ゲオルク"・プロイシシュ・オルデンドルフである。プロイシシュ・オルデンドルフ区とベルニングハウゼン区にはミニゴルフ場がある。

## 経済と社会資本

### 交通

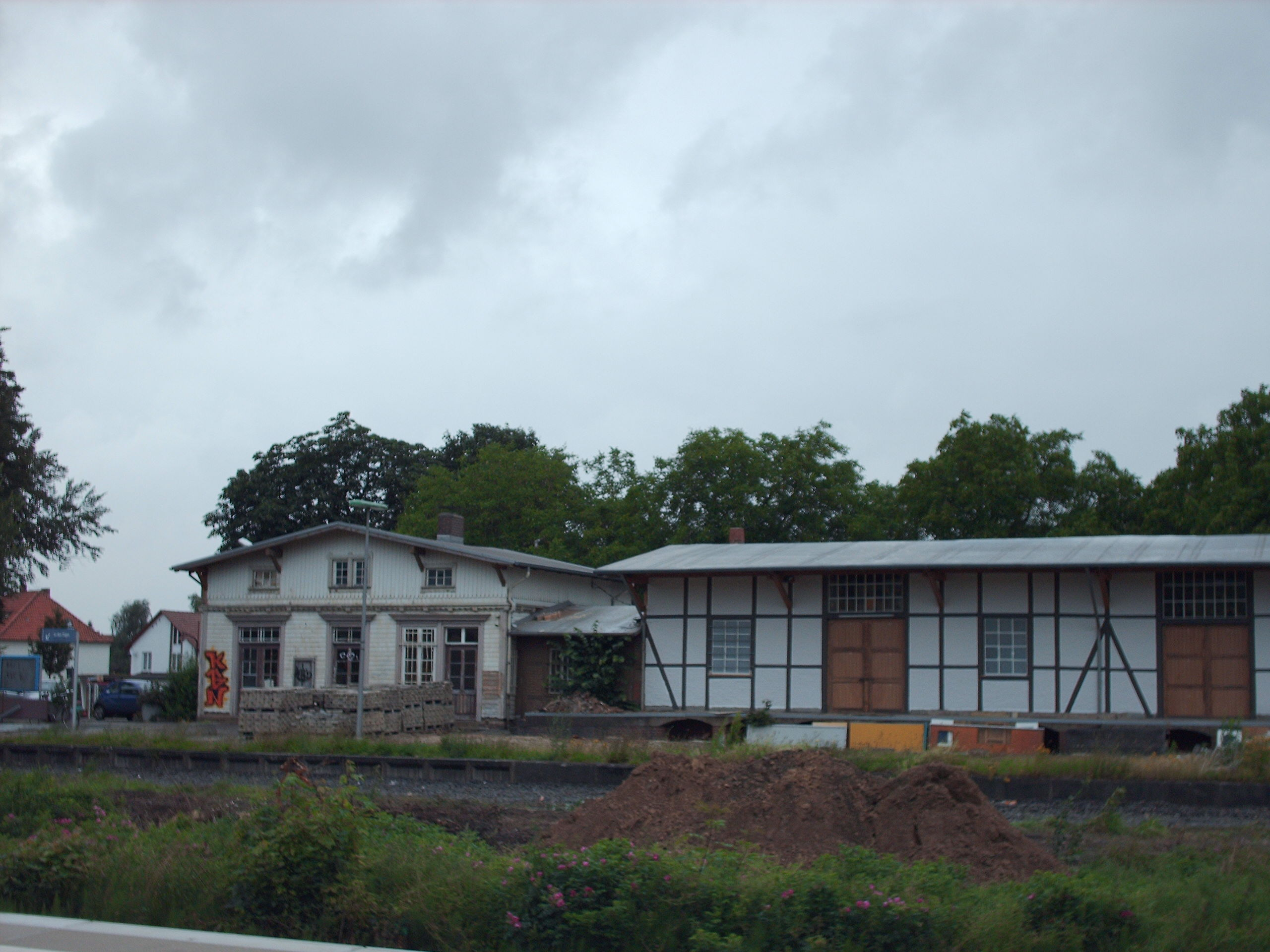
ホルツハウゼン＝ヘディングハウゼン駅

#### 鉄道
ホルツハウゼン＝ヘディングハウゼン駅は、ラーフェンスベルガー鉄道沿線の駅であり、1時間毎、日曜日は2時間ごとに同名のレギオナルバーン 71 ビーレフェルト - ヘルフォルト - ビュンデ - リュベッケ - ラーデン線が運行している。この他、ノイエ・ミューレ駅（かつてはノイエ・ミューレ＝メッシュ駅と称した。メッシュはベルニングハウゼン区内の地名である。）がレーディングハウゼンのベルニングハウゼンとの境界に接してある。ディーゼル機関車ドイツ鉄道643型車両（タレント）によるユーロバーンの旅客列車が時速120kmで通過している。
ホルツハウゼン＝ヘディングハウゼンでボームテに向けて西に分岐する路線は市内中心部に近いプロイシシュ・オルデンドルフ駅までの区間を除いてヴィットラーガー・クライスバーンにより営業が続けられており、貨物列車が運行している。また、ときおり保存鉄道の運行もなされている。この路線沿いには、既述のプロイシシュ・オルデンドルフ駅、ホルツハウゼン＝ヘディングハウゼン駅の他にオッフェルテン駅とホルツハウゼン駅がかつてあった。

#### バス
バスは、リュベッケおよびエスペルカンプ方面へはミンデナー・クライスバーンによって運営されている。週末や午後の時間帯にはタクシーバス（マイクロバスタイプの小型バス）での運行である。ボームテ方面へはラントクライス・オスナブリュック交通会社GmbH (VLO) のバート・エッセン経由のバスが1時間ごとに運行している。プロイシシュ・オルデンドルフはオストヴェストファーレンリッペ交通連盟に加盟している。

#### 道路
プロイシシュ・オルデンドルフから州道557号線を経由して南に向かうと、連邦アウトバーンA30号線（国際Eロードネットワーク E30号線を兼ねる）に接続する。連邦道B65号線はプロイシシュ・オルデンドルフを東西に貫いており、市内中核部ではプロテスタント教会の周りを弧を描いて迂回している。

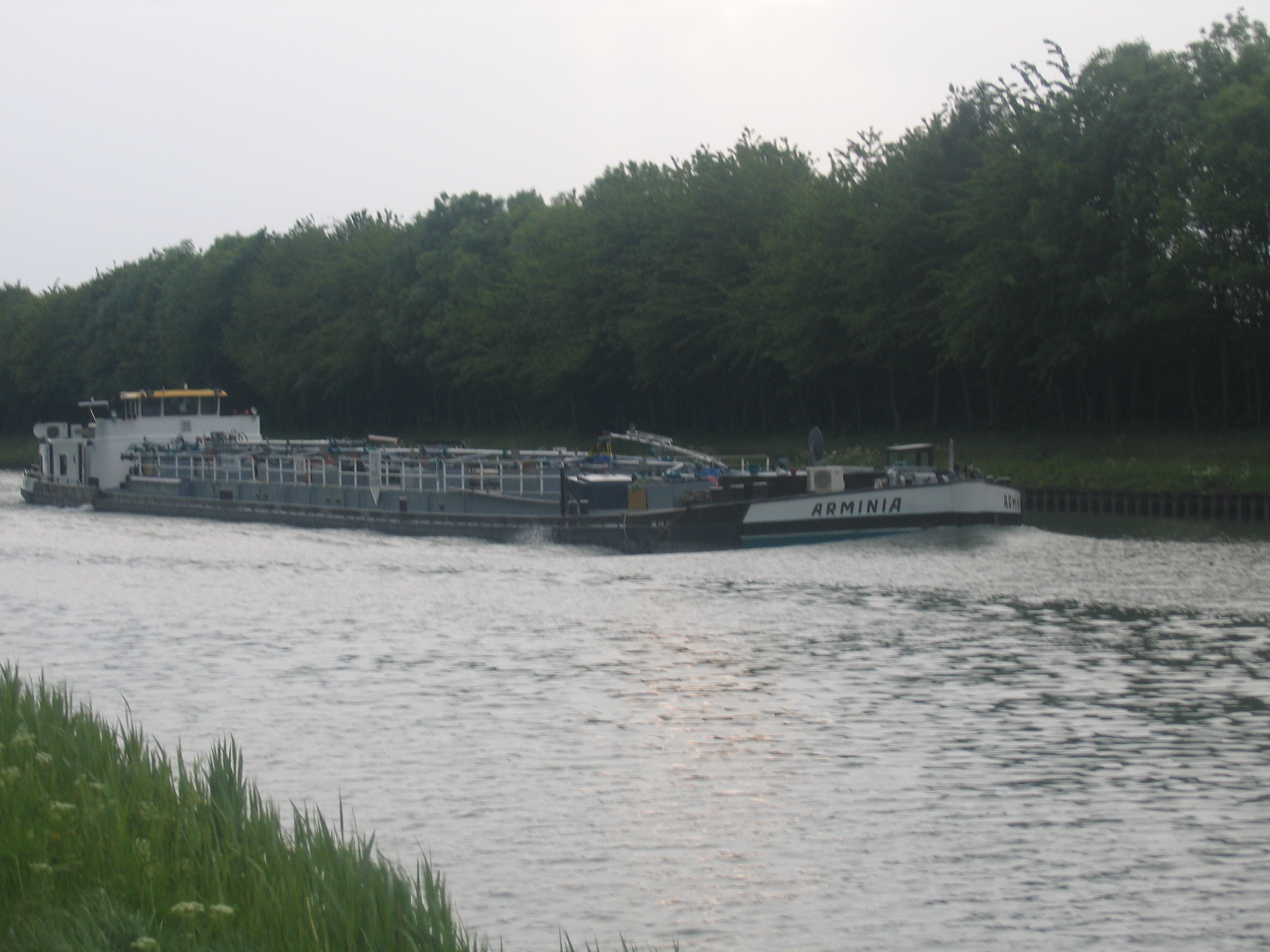
プロイシシュ・オルデンドルフ市内のミッテルラント運河

#### 水路と港
プロイシシュ・オルデンドルフ市内を東西にミッテルラント運河が貫いている。ゲトモルトには工業港がある。これはオスナブリュックとミンデンとの間で最大の港である。これとは別にゲトモルトにはミッテルラント運河沿いにヨットハーバーもある。またゲトモルトは、バートエッセンからミンデンのミンデン水運路ジャンクションまで運航しているミンデナー客船のヴァイセ・フロッテ号の寄港地である。

#### 自転車
この街は、バーンラートルート・ヴェーザー＝リッペ、市内のクアオルトを通るウェルネス自転車ルート、エンスヘデに至るヴェスト＝オスト＝ラートヴェク、ミューレンルートといった自転車道に面している。周辺の城館や領主館へ行く特別な分岐路も設けられている。

#### 遊歩道
市内南部をヴィッテキンツヴェクという遊歩道が通っている。

### メディア
プロイシシュ・オルデンドルフでは、ノイエ・ヴェストフェーリシェ（本社はリュベッケ）とヴェストファーレンブラットが地元の情報面を持つ地方紙として購読されている。ミンデン＝リュベッケ郡向けのローカル・ラジオとして、ラジオ・ヴェストファーリカがある。

### 経済と地元企業
この街の経済構造は主に中小企業からなる。2006年時点でこの街には社会保険支払い義務のある労働者が約2700人働いている。2007年時点の失業率は 5.8 % であった。主な産業分野は、木工・家具産業、金属加工業、機械製造、商業、化学産業、観光業である。最大の産業地域はゲトモルトの産業・工業港地区である。工業地域の面積は市の北部を中心に合計 330 ha を超える。最大の企業は、Vortella Lebensmittelwerk W. Vortmeyer GmbH および Tetra GmbH である。

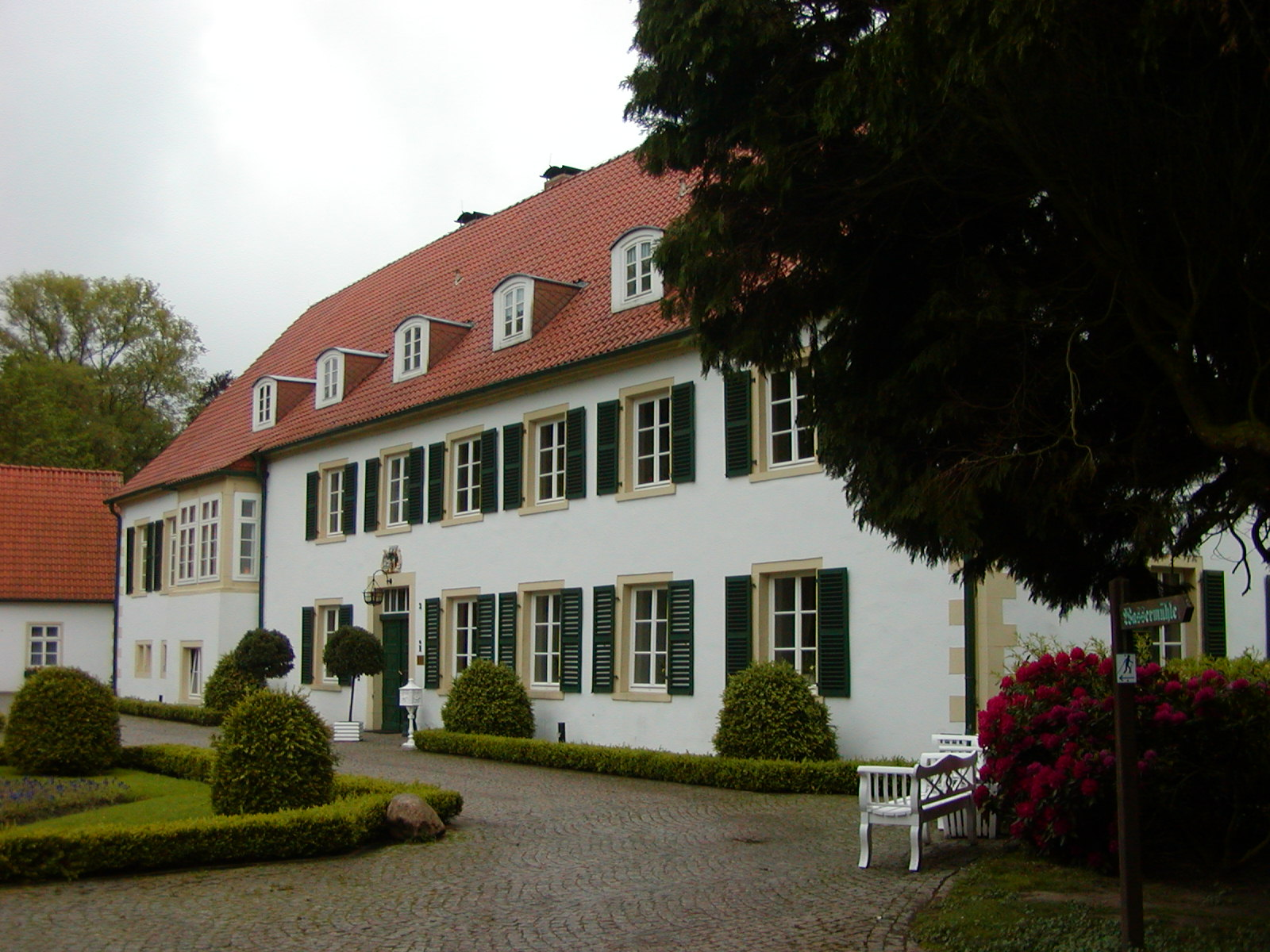
ホルツハウゼンのホテル（ホルツハウゼン騎士館）

### 公共施設
- プロイシシュ・オルデンドルフのホテル、ミニゴルフ場を有している。
- バート・ホルツハウゼンのホテル。1529年に建設されたホルツハウゼン騎士館の建物である。クアパークに面している。
- ベルニングハウゼンのホテル。歴史的な木組み建築を利用している。
- プロイシシュ・オルデンドルフの民家を利用して市立図書館
- スイミングプール
  - プロイシシュ・オルデンドルフの公営の温水プール（24℃）「森のスイミングプール」
  - バートホルツハウゼンの保養施設「ヴィーエンゲビルクスクリニーク」の運動用温水プール（32℃）

### 教育
- 基礎課程学校 3校（プロイシシュ・オルデンドルフ、ホルツハウゼン、ベルニングハウゼン）
- プロイシシュ・オルデンドルフ本課程学校
- プロイシシュ・オルデンドルフ実科学校

## 人物

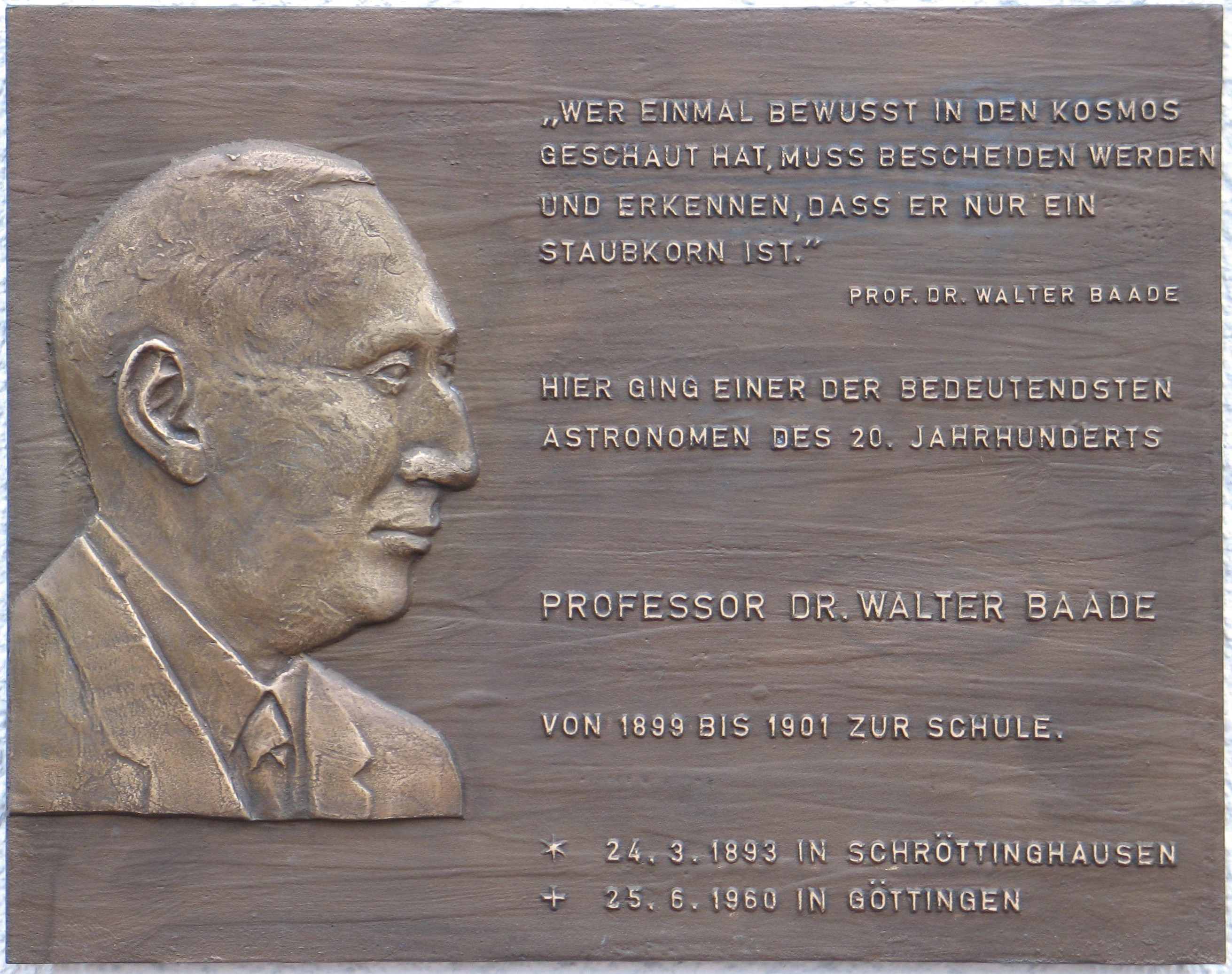
ヴァルター・バーデの記念板

### 出身者
- ヴァルター・バーデ（1893年 - 1960年）天文学者、天文物理学者
- カール＝フリードリヒ・ヘッカー（1911年 - 2000年）ナチス親衛隊大隊長

## 引用
1. ↑  Bevölkerung der Gemeinden Nordrhein-Westfalens am 31. Dezember 2023 – Fortschreibung des Bevölkerungsstandes auf Basis des Zensus vom 9. Mai 2011
2. ↑  ノルトライン＝ヴェストファーレン州データ管理・統計局: Kommunalprofil Preußisch Oldendorf
3. ↑  Hauptsatzung der Stadt Preußisch Oldendorf 2000年3月15日付け
4. ↑  Relikte.com: 「ルフトアンクラーガー2/VI プロイシシュ・オルデンドルフ」
5. ↑  プロイシシュ・オルデンドルフ市: Historischer jüdischer Friedhof  Pr. Oldendorf von 1740
6. ↑  プロイシシュ・オルデンドルフ市: Sehenswürdigkeiten - Jüdischer Friedhof
7. ↑  Stadt Preußisch Oldendorf Wahl des/der Bürgermeisters/in 25.05.2014 Gesamtergebnis（2015年9月13日 閲覧）
8. ↑  世界の紋章サイト: Wappen von Preußisch Oldendorf
9. ↑  LWL:Kurpark Holzhausen
10. ↑  LWL: Park Haus Groß-Engershausen
11. ↑  LWL: Gutspark Hollwinkel
12. ↑  LWL: Schlosspark Hüffe
13. ↑  LWL: Kurpark Bad Holsing
14. ↑  ミンデン＝リュベッケ郡: Ordnungsbehördliche Verordnung des Kreises Minden-Lübbecke zur Sicherung von Naturdenkmalen im Kreis Minden-Lübbecke
15. ↑  プロイシシュ・オルデンドルフ市